# Орловский парк (Стрельна)
Орловский парк — расположен в Стрельне, на берегу Орловского пруда, на юго-западной окраине Санкт-Петербурга. Ранее являлся частью исторической дачи князей Орловых. Ныне — пространство для общественного отдыха. Площадь парка — около 15 га.

## Географическое описание
Парк расположен в юго-западной части Санкт-Петербурга, на территории посёлка Стрельна. С севера его территория ограничена Санкт-Петербургским шоссе, с запада — Фронтовой улицей, с юга — жилой и общественной застройкой, с востока — Орловским прудом, образованным в русле реки Стрелки.
Изначально парк представлял из себя типичное произведение английского пейзажного стиля. В его панораме чередуются аллеи, лужайки с отдельными деревьями и живописными группами. Растительность парка представлена дубами, лиственницами и липами.
В восточной части парк граничит с Орловским прудом. Через Туфовый мостик основная территория соединяется с «Островом Любви» искусственного происхождения. Ещё два пруда находятся в южной и западной частях парка. В западном пруде присутствует небольшой островок.

## История
Около 1800 года в Стрельнинской слободе была построена первая казённая дача с главным домом и флигелем, которую выкупил советник Польской канцелярии Ф. Е. Кудер. В 1820-х имение уже принадлежало баронессе Строгановой. У неё в начале 1830-х землю выкупил князь Алексей Орлов. Дополнительные земли пожаловал Орлову в 1834 году император Николай I.
Усадебный ансамбль по проекту архитекторов Иосифа Шарлеманя и Петра Садовникова был сформирован в 1833—1839 годах и выдержан в модном по тем временам готическом стиле. В него вошли деревянный двухэтажный дворец с флигелями, башня и обширный пейзажный парк. С 1840-х по 1850-е Садовников работал над пейзажным парком и усадебной территорией. По его проекту в южной части имения были созданы готические колодец и башня-руина с гротом. В центре пруда был насыпан островок, получивший название «Остров Любви». В пейзажном парке разместился лабиринт «как у Минотавра» с домиком в центре.
После революции усадьбу Орлова национализировали. Начиная с 1920 года, в разное время в ней располагались сначала Летняя детская колония, затем школа ОСОАВИАХИМ, школа фабрично-заводского ученичества и кинотехникум. Территория парка принадлежала танковому полку и использовалась для стоянки техники. Во время войны территория парка и сооружения значительно пострадали. В последующие годы ряд построек частично восстановили.

### Современное состояние
К 2000-м сохранились парк с прудами и туфовым мостом, садовые постройки и руины конюшенного двора с оранжерейным комплексом. Конюшенный двор был передан под военную автобазу. В 2016 году была проведена консервация башни и грота, а затем её реставрация.

## Сооружения

### Сохранившиеся

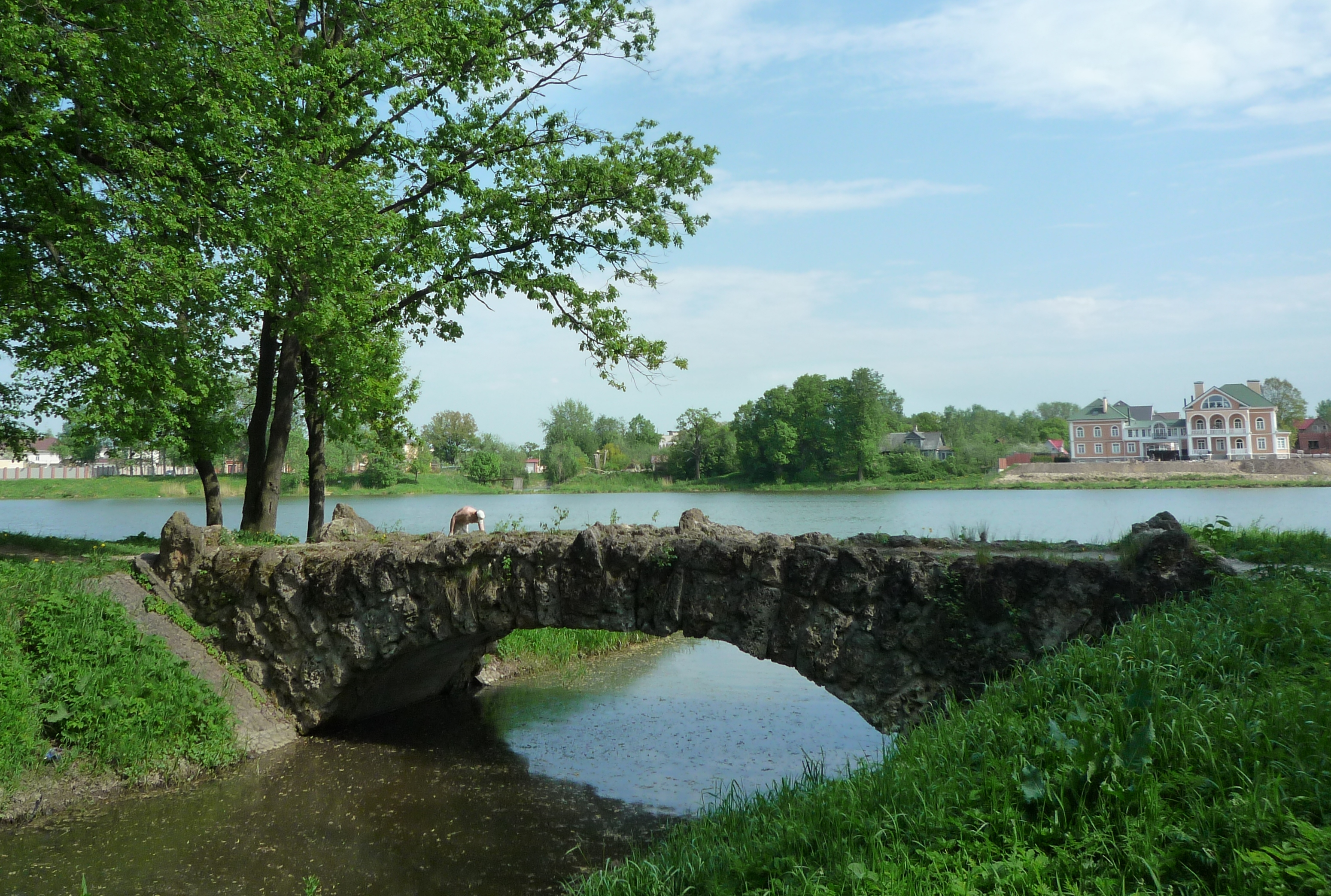
Туфовый мостик

- Готические ворота. Главные ворота Орловского парка с пилонами из естественного камня, со стрельчатыми арками, с чугунными решётками.
- Дом привратника
- Туфовый мостик
- Готический колодец
- Грот
- Башня-руина
- Оранжерея с западным и восточным крыльями
- Западная и восточная конюшни. На западном и на восточном фасаде расположены по два барельефа лошадиных голов, выполненных скульптором Д. И. Иенсеном. В советское время здесь располагалась Школа служебного собаководства инженерных войск. В начале XXI века все постройки Конюшенного двора занимала автобаза Минобороны РФ.
- Здание с ионическим портиком и Кузница
- Два постамента от скульптуры

### Утраченные
- Орловский дворец — построен в 1833—1839 годах в неоготическом стиле по проекту П. С. Садовникова. Двухэтажный дворец был выполнен из дерева и обращён к пруду главным фасадом. С северной стороны имел четырёхэтажную башню. Разрушен во время Великой Отечественной войны.